# 基扬
基扬（法語：Quillan，法語：[kijɑ̃] ⓘ），法国南部城市，奥克西塔尼大区奥德省的一个市镇，隶属于利穆区，其市镇面积为36.43平方公里，2022年1月1日时人口数量为2,992人，在法国城市中排名第3,370位。
基扬位于奥德省西南部，奥德河谷之中，是一个区域性的中心城市。

## 地名
“基扬”一名最初于公元782年以提及，来源于古罗马人物，其生平尚有待考证。
此外，“Quillan”在中文Google地图上的译名为“屈伊朗”，此译名为地图从Wikidata上抓取的中文维基早期机翻误译。

## 历史
基扬成立于2016年1月1日，由原基扬和布勒纳克两个市镇合并而成，其中政府驻地为基扬，新市镇亦沿用此名。

### 基扬
基扬历史上长期为一处普通村落，中世纪时为拉泽斯伯国的一部分，图卢兹公爵蒙福尔的西蒙四世曾居住于此。法国大革命后，基扬和布勒纳克均成为奥德省的市镇，另有拉瓦勒（Laval）于1794年左右整体并入基扬。工业革命期间，连接卡尔卡松和佩皮尼昂的铁路由此通过。

## 地理

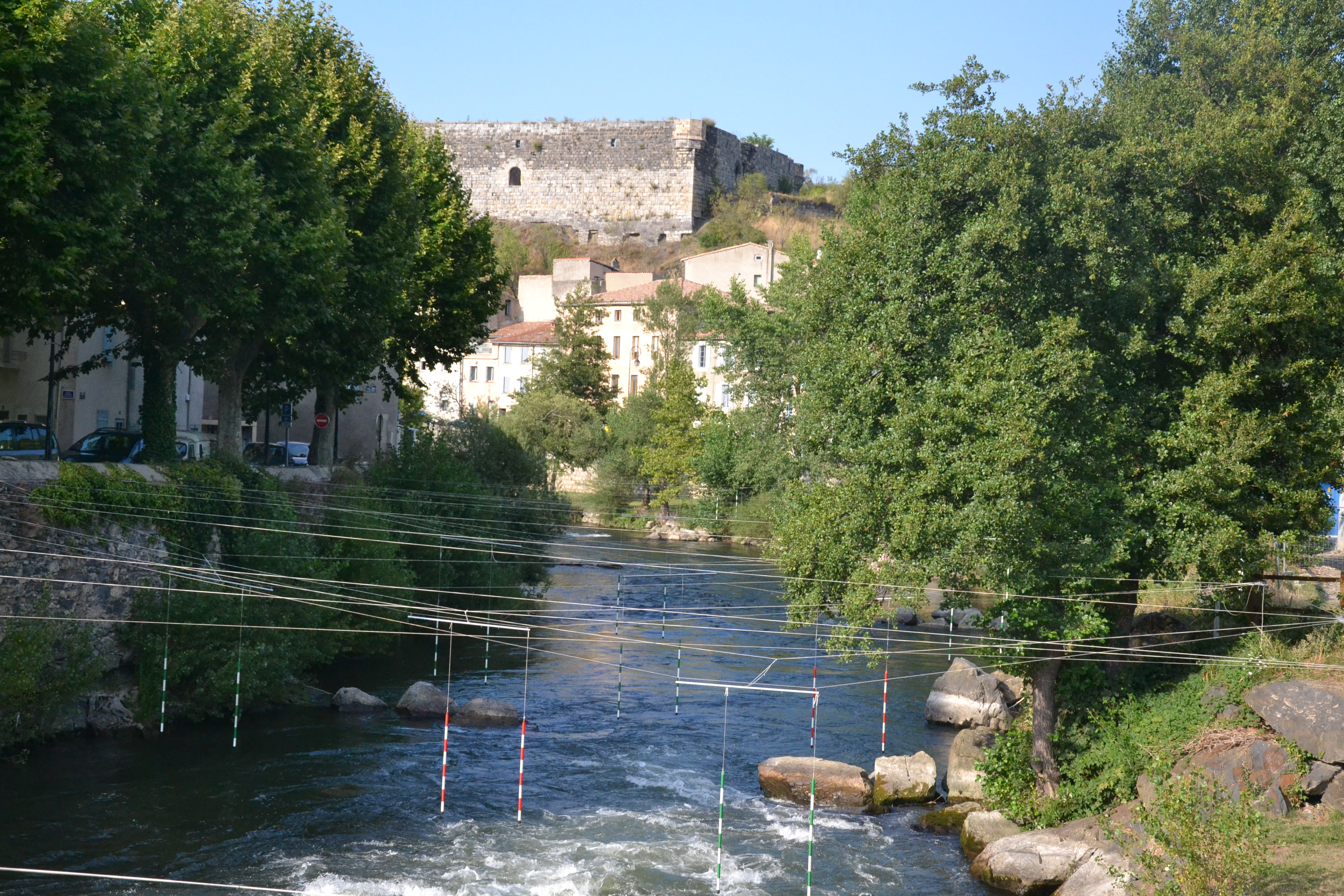
流经基扬市区的奥德河

基扬位于法国南部，奥克西塔尼大区南部和奥德省西南部，距离省会卡尔卡松大约52公里。与基扬接壤的市镇包括：瓦勒迪法比、奥德河畔康帕涅、圣朱利亚德贝克、圣费里奥尔、贝尔维亚讷和卡维拉克、日诺勒、基尔巴茹、库东、内比亚斯、基扬、皮韦尔。

### 地形
基扬位于比利牛斯山北麓的一处山谷之中，境内以山地为主，市中心被山峦环绕，海拔在261到1,122米之间。

### 水文
奥德河自南向北流经基扬市区东部，该河独立入海。

### 植被
基扬属于温带落叶林区，市区四周的山坡上有大片天然森林分布。

### 气候
基扬在柯本气候分类法中属于带有山地特征的地中海气候。

## 行政区划
基扬是法国奥克西塔尼大区奥德省的一个市镇，编号为11304。基扬隶属于利穆区，隶属于奥德省第三选区，管理上奥德河谷县，同时也是奥德比利牛斯市镇公共社区的办公驻地。
法国国家统计与经济研究所（简称）在进行数据统计时，未将基扬划入任何城市核心区及城市区范围内。同时，还将基扬市镇整体划为一个“块区”（IRIS），以便于统计人口分布情况。

## 交通

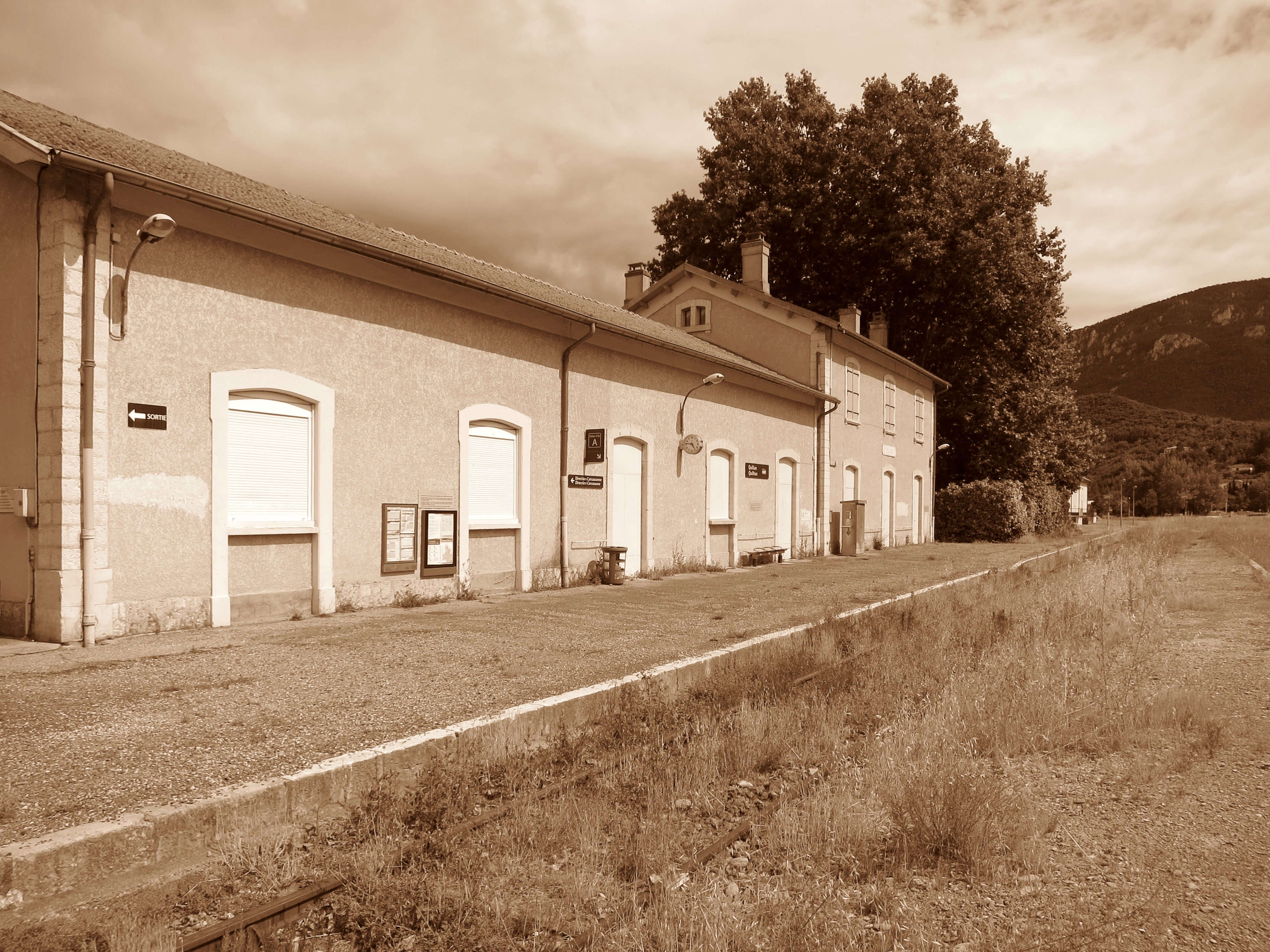
已废弃的基扬火车站

### 公路
多条奥德省省道在基扬境内交汇，奥克西塔尼大区下属的城际客运提供巴士线路，可前往富瓦、佩皮尼昂、卡尔卡松等地。
2017年，48.1%的基扬家庭拥有至少一辆的私人汽车。2017年，基扬境内共发生各类交通事故2起，造成2人受伤。

### 铁路
基扬位于卡尔卡松－里沃萨尔特铁路上，该铁路基扬前往里沃萨尔特方向的路段已于二战时期关闭，而基扬至利穆的路段亦于2018年关闭，乘客需乘坐城际巴士前往利穆，再换乘区域列车前往卡尔卡松方向。

### 航空
距离基扬最近的民用航空站为卡尔卡松机场，距离基扬市中心的公路里程约52公里。

### 城市公共交通
基扬暂无城市公共交通系统。

## 政治

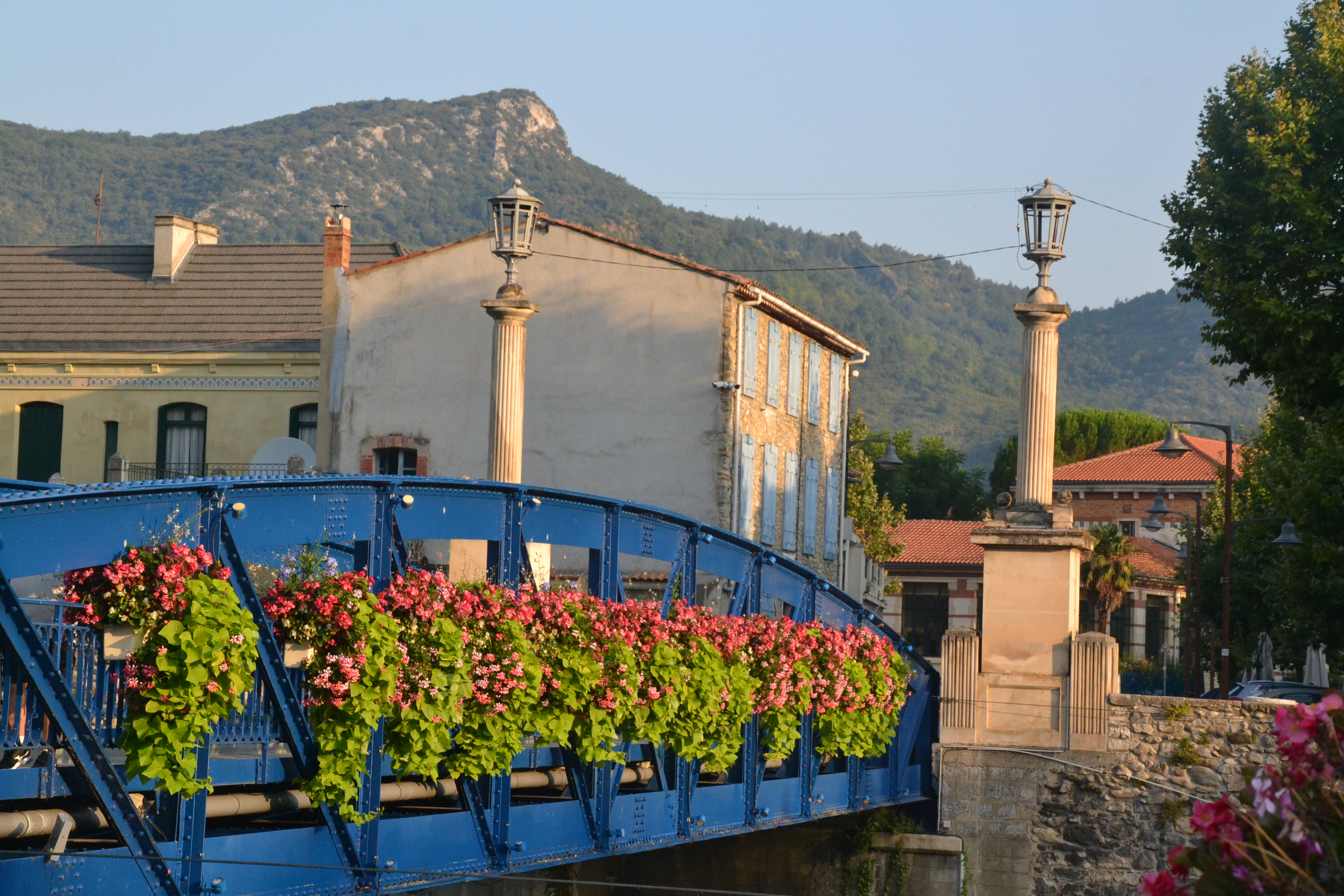
基扬市中心的苏珊桥

基扬的现任市长为皮埃尔·卡斯泰尔先生（Pierre Castel），他是共和党的一名成员，在2020年的市政选举中获得了60.36%的支持率。
在2017年的法国总统大选中，法国第25任总统埃马纽埃尔·马克龙在基扬获得了59.78%的支持率。

## 人口
2017年，基扬市镇人口数量为3,258，在法国排名第3,370位。其中男性1,572人，女性1,686人，75岁及以上人口占16.4%，外籍人口数量为728人，人口密度为155人/平方公里，当地居民被称为（男性）或（女性）。2018年，基扬境内出生17人，死亡人口48人。
| 基扬1936－2018年人口变化情况 | 基扬1936－2018年人口变化情况 | 基扬1936－2018年人口变化情况 | 基扬1936－2018年人口变化情况 | 基扬1936－2018年人口变化情况 | 基扬1936－2018年人口变化情况 | 基扬1936－2018年人口变化情况 | 基扬1936－2018年人口变化情况 | 基扬1936－2018年人口变化情况 | 基扬1936－2018年人口变化情况 | 基扬1936－2018年人口变化情况 | 基扬1936－2018年人口变化情况 | 基扬1936－2018年人口变化情况 | 基扬1936－2018年人口变化情况 |
| 来源：Cassini、INSEE         | 来源：Cassini、INSEE         | 来源：Cassini、INSEE         | 来源：Cassini、INSEE         | 来源：Cassini、INSEE         | 来源：Cassini、INSEE         | 来源：Cassini、INSEE         | 来源：Cassini、INSEE         | 来源：Cassini、INSEE         | 来源：Cassini、INSEE         | 来源：Cassini、INSEE         | 来源：Cassini、INSEE         | 来源：Cassini、INSEE         | 来源：Cassini、INSEE         |
| 原市镇                       | 1936                         | 1946                         | 1954                         | 1962                         | 1968                         | 1975                         | 1982                         | 1990                         | 1999                         | 2006                         | 2011                         | 2016                         | 2018                         |
| ---------------------------- | ---------------------------- | ---------------------------- | ---------------------------- | ---------------------------- | ---------------------------- | ---------------------------- | ---------------------------- | ---------------------------- | ---------------------------- | ---------------------------- | ---------------------------- | ---------------------------- | ---------------------------- |
| 基扬 (旧市镇)                | 3,510                        | 3,483                        | 3,668                        | 4,424                        | 4,874                        | 4,968                        | 4,459                        | 3,818                        | 3,542                        | 3,445                        | 3,249                        | 3,288                        | 3,238                        |
| 布勒纳克                     | 330                          | 283                          | 228                          | 213                          | 205                          | 200                          | 204                          | 213                          | 203                          | 199                          | 207                          | 3,288                        | 3,238                        |

## 经济
基扬是一个区域性的中心城市，当地共有各类用人单位712家，平均历史为18年，全部为中小型企业（PME）。

## 财政收入
2018年，基扬的财政收入总额为5,100,030欧元，财政支出总额为4,715,380欧元，当年的债务总额为1,690,420欧元。
2015年，基扬的人均收入总额为1,970欧元，其中高职人员为3,655欧元，普通职员为1,668欧元。
2017年，基扬境内的青壮年（15至64岁）失业率为23.5%，当地39.1%的家庭拥有纳税资格。

## 社会事务

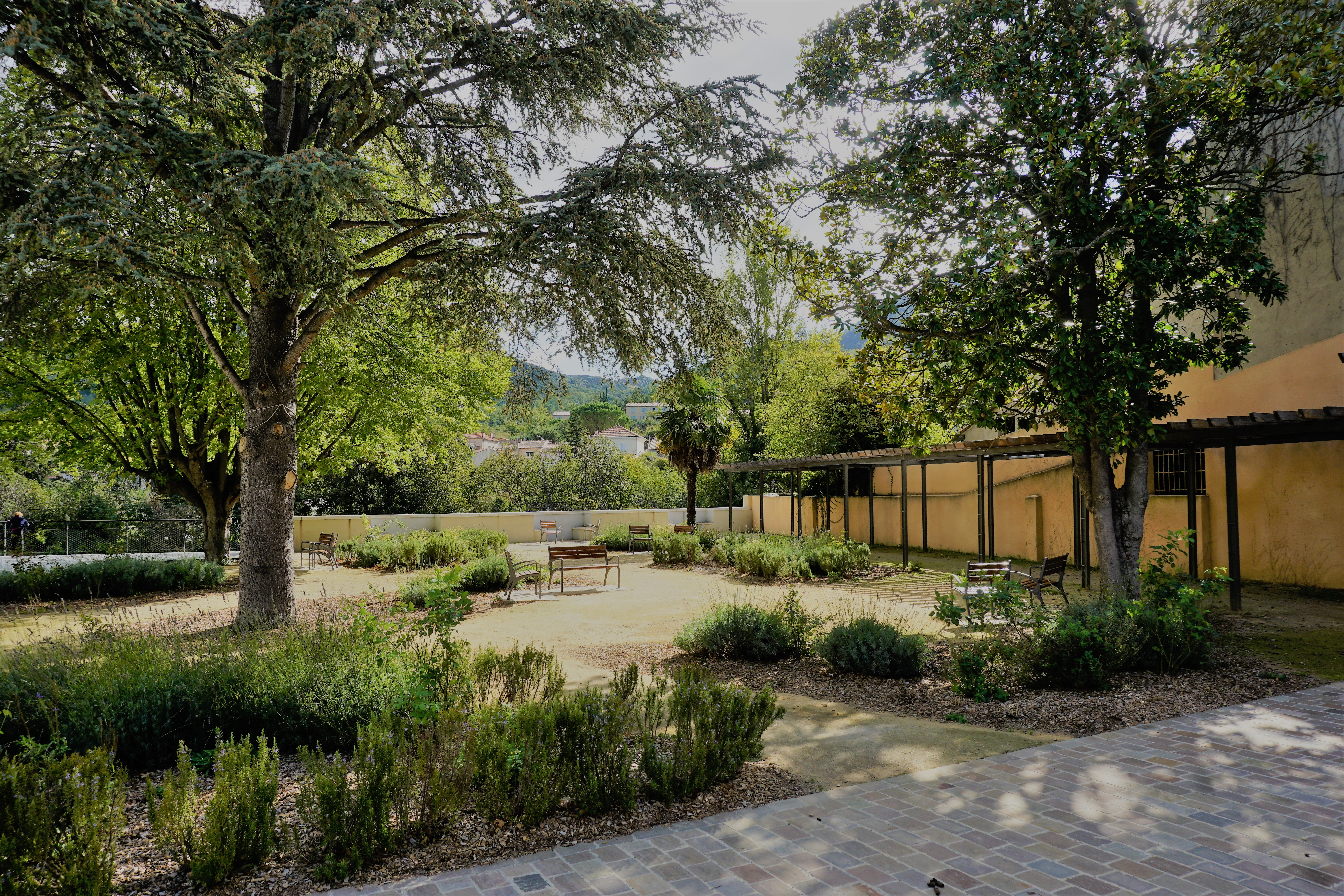
夏尔·马克斯广场

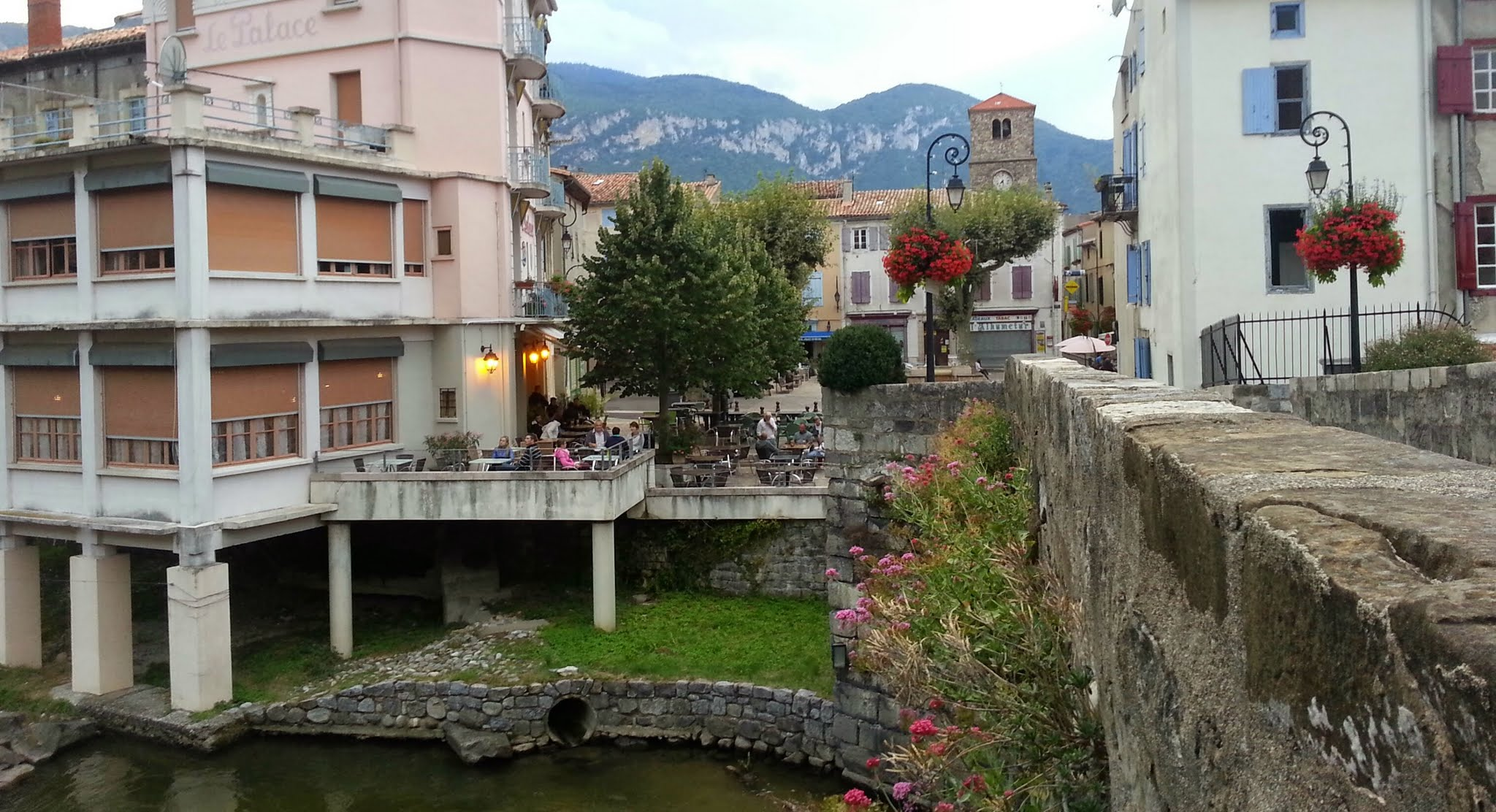
基扬城区的一处平台

### 教育
基扬属于蒙彼利埃学区。截止2019年1月1日，基扬境内共有1所幼儿园、2所小学、1所初级中学和1所职业高中。2018至2019学年度，基扬境内共有在校中等教育阶段学生284名。

### 医疗
截止2019年1月1日，基扬境内共有全科医生2名、保健师5名、牙医3名、护士10名和助产士1名。境内共有药房3家和养老院1家。
基扬中心医院（Centre Hospitalier de Quillan）是法国的一个区域性医疗机构，其主病区位于基扬市区，设有床位83个，是当地规模最大的公立综合性医院。

### 住房
2017年，基扬境内共有各类住房2,697套，其中75.2%为独立式居民区，24.7%为集中式居民区。常住房屋占基扬市镇范围内居民建筑总量的75.2%。

### 商业
2019年，基扬境内共有各类实体商铺137家，其中餐厅19家、大型超市2家、杂货店1家、面包房7家、肉铺3家、书店1家、装饰品店1家、银行门店4家、美容美发店7家、汽车维修店9家。市区北部建有开放式商业街区。

### 体育
2019年，基扬境内共有2家游泳池、1间体育馆、4处网球场、2处足球或橄榄球场以及3处篮球或排球场。
基扬境内有两家注册足球俱乐部：基扬足球俱乐部（F.C. Quillan）和基扬奥德上河谷未来之星（Quillan F.A.H.V.A.），2020至2021赛季均参加奥德省足球联盟。

### 环境
基扬的环境事务由其所属的公共社区负责。2019年，基扬境内共有2家污染企业。

### 治安
2019年，基扬市镇范围内有1处宪兵队。
2014年，基扬及附近地区共发生各类案件1,571起，其中盗窃类案件844起，经济类案件133起，毒品交易类案件171起。

## 文化
2019年，基扬境内有1家电影院。基扬市政府提供多媒体中心，向公众全年开放。

### 建筑
基扬境内有多处法国国家文物保护单位，其中基扬城堡和布勒纳克圣朱利安和圣巴西利斯教堂等为当地的代表性建筑物。

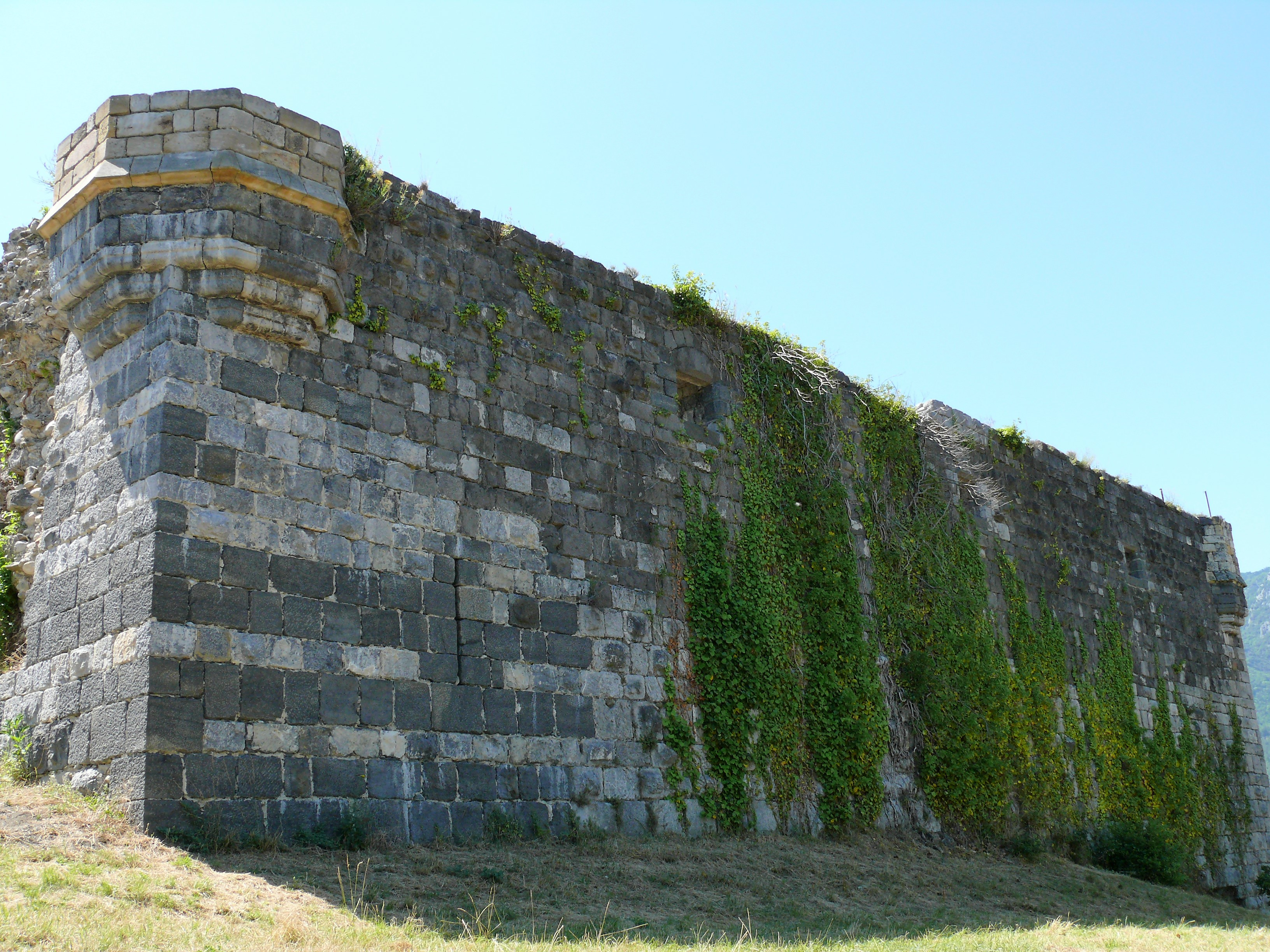
基扬城堡（法语：Château de Quillan）
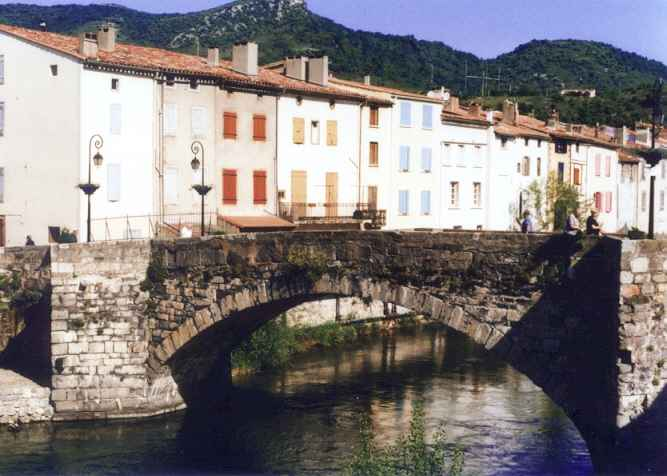
老桥
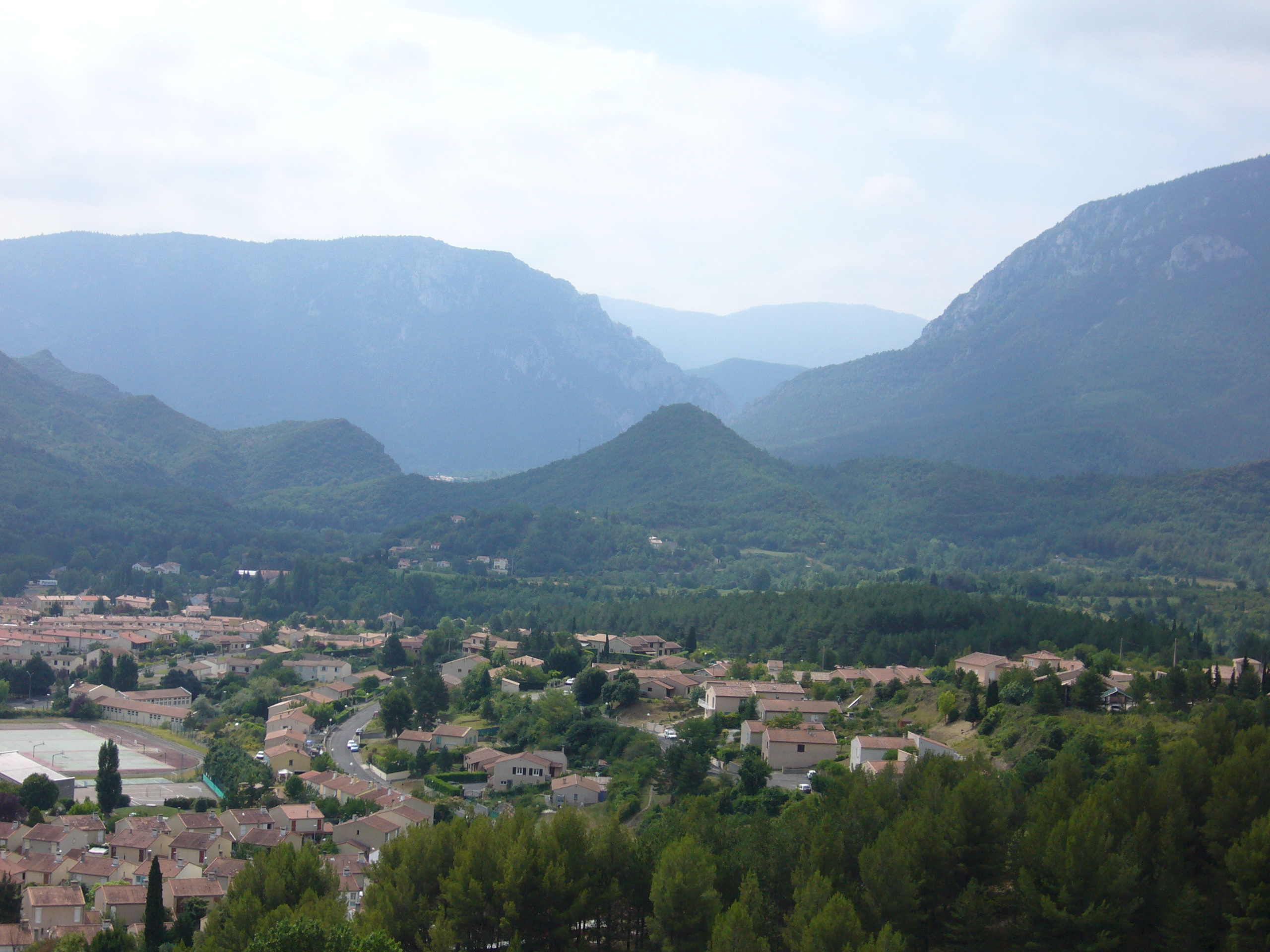
鸟瞰老城
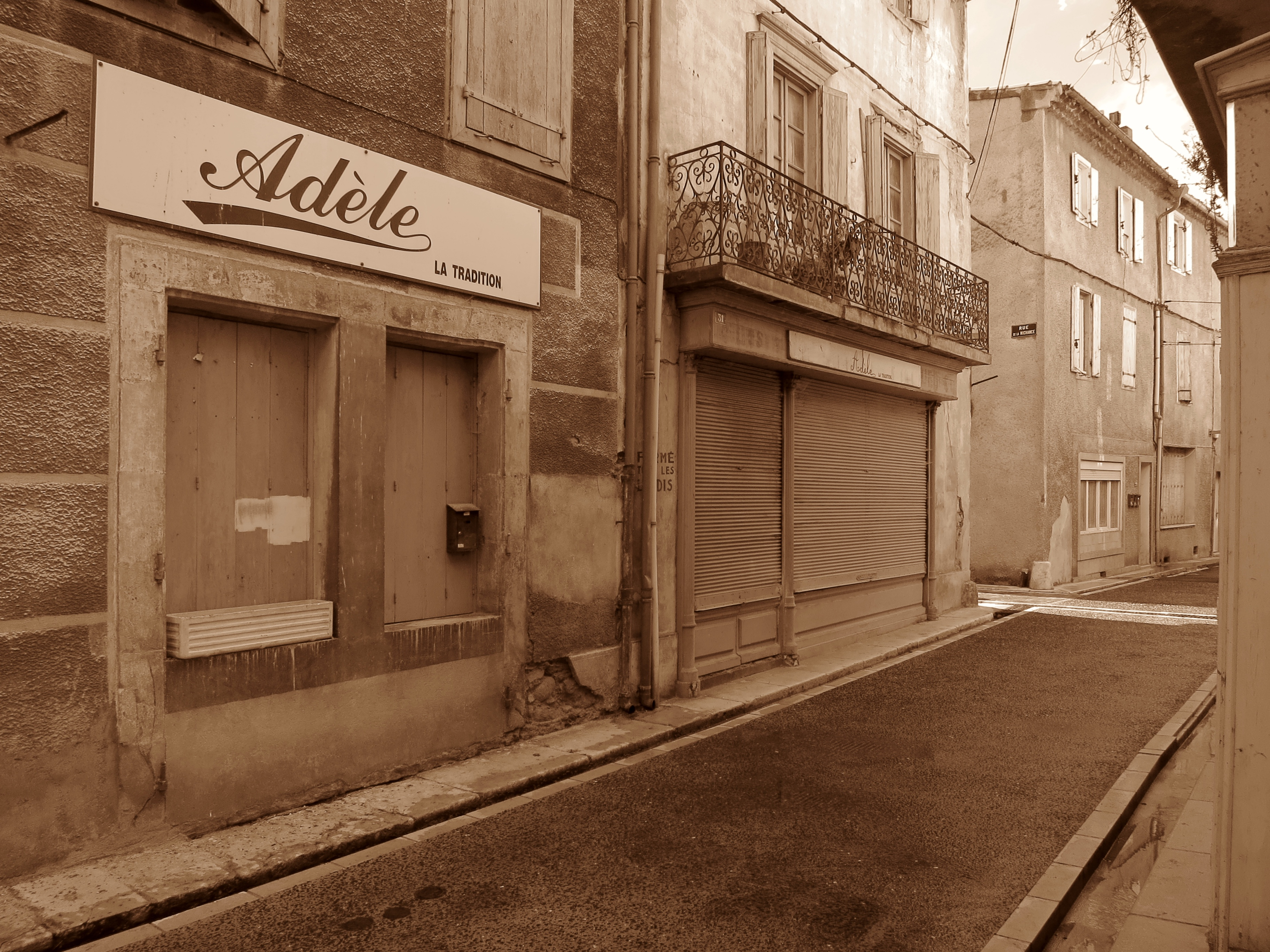
约瑟夫·埃尔米尼街
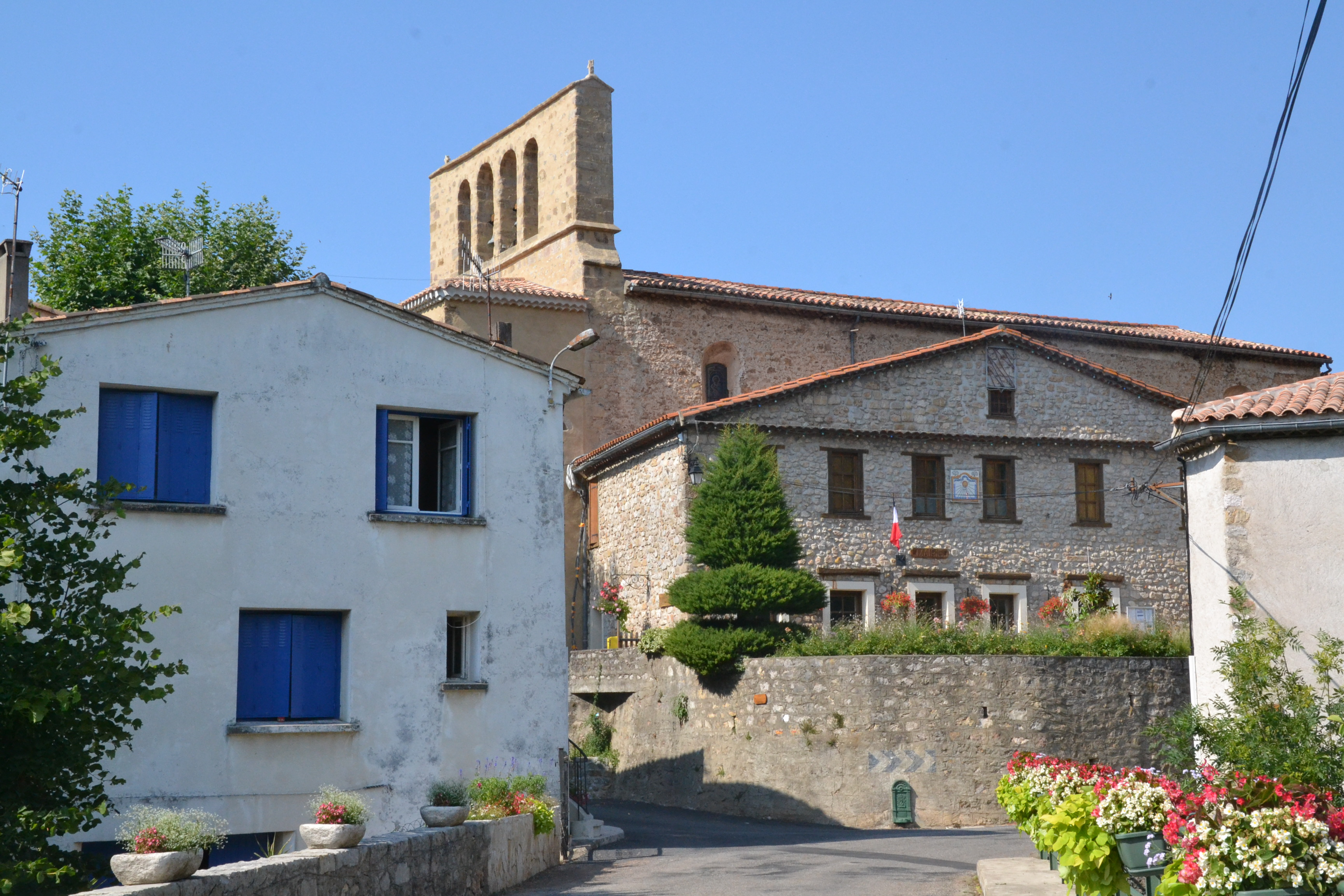
布勒纳克圣朱利安和圣巴西利斯教堂（法语：Église Saint-Julien-et-Sainte-Basilisse de Brenac）

### 旅游
基扬的旅游事务由其所属的公共社区负责。2020年，基扬境内共有3家宾馆共计70间房间；另有1个露营地，可容纳共95辆露营车。

### 媒体
法国主要的媒体均可在基扬接收，法国电视三台下属的奥克西塔尼大区频道在部分时段播出基扬所属区域的地方新闻。

## 友好城市
截至2021年1月，基扬暂未建立任何友好城市关系。